# رعاية عقيمة
الرعاية العقيمة Futile care هي الإستمرار في تقديم الرعاية الصحية والعلاج للمريض على الرغم من عدم وجود فائدة معقولة أو أمل في الشفاء.
وقد تأخذ صورة العملية الجراحية في حالات سرطان متفشي على الرغم من أنها لا تفيد ولا تشفي المريض أو الإستمرار في وضع مرض موت جذع الدماغ على أجهزة التنفس الصناعي. الرعاية العقيمة مسألة حساسة يجب تناولها بحذر وحرفية عالية، وكثيراً ما يحدث جدالات حولها بين مقدمي الرعاية الصحية وبعضهم البعض، وبين أسر المسنين وبعضهم البعض. وذلك بسبب عدم وضوح كل حقائق الرعاية الصحية أو الموقف الحالي للمريض أو بسبب المعاناة من الفقدان.
الرعاية الصحية هي إحدى وسائل حفظ الصحة ومحاولة استعادتها لتحسين جودة حياة المسنين. وقرار قبول أو رفض الرعاية الصحية هو قرار هام وحيوي ومعقد. ويحكم هذا القرار العديد من المتغيرات مثل أخلاقيات ولوائح ممارسة المهنة والتقاليد والمعتقدات وتوافر الأهلية والمستوى التعليمي للمسن وأسرته وتوافر مهارات الإتصال ووقت ومعلومات وخبرة التثقيف الصحي عند مقدم الرعاية الصحية.
تتمحور العديد من الخلافات المحيطة بمفهوم الرعاية العقيمة حول كيفية تقييم عدم الجدوى بشكل مختلف في مواقف محددة، بدلاً من الحجج المؤيدة لتوفير رعاية عقيمة في حد ذاتها. من الصعب تحديد متى يمكن أن يندرج مسار عمل معين ضمن تعريف الرعاية الطبية العقيمة، وذلك بسبب صعوبة تحديد النقطة التي لا توجد فيها فائدة إضافية للتدخل في كل حالة. على سبيل المثال، قد يكون مريض السرطان على استعداد للخضوع لمزيد من العلاج الكيميائي باستخدام دواء باهظ الثمن للغاية لصالح بضعة أسابيع من الحياة، في حين أن الطاقم الطبي وموظفي شركة التأمين والأقارب المقربين قد يعتقدون أن هذا مسار رعاية غير مجدي.

## الرعاية العقيمة والموت الرحيم
وتكمن صعوبة مسألة العلاج بتقديم الرعاية الصحية في الحد من الموت الرحيم، الذي يعاقب عليه القانون في معظم البلدان. الموت الرحيم يشير إلى ممارسة (فعل أو امتناع عن فعل) هدفها هو التسبب عمدًا في وفاة شخص يعاني من حيث المبدأ من مرض عضال يسبب معاناة لا تطاق، خاصة من قبل الطبيب أو تحت سيطرته. في فرنسا، على سبيل المثال، تم وصف حالة "فنسنت لامبرت" بأنها عناد غير معقول من قبل طبيبه ومن قبل العديد من قرارات المحاكم، لكنها ظلت مصدرا للإجراءات القانونية والنقاشات المجتمعية لعدة سنوات حول ما إذا كان وقف العلاج سيكون قتلا رحيما أم لا.

## الحجج المقدمة ضد تقديم الرعاية الطبية غيرالمجدية
تشمل الحجج ضد تقديم رعاية غير مجدية الضرر المحتمل للمرضى أو أفراد الأسرة أو مقدمي الرعاية مع فوائد محتملة قليلة أو معدومة، وتحويل الموارد لدعم الرعاية غير المجدية للمرضى عندما يمكن استخدام الموارد لتوفير الرعاية للمرضى الذين يمكنهم الاستجابة للرعاية.
لا تقدم الرعاية غير المجدية فوائد للمريض ككل، وفي الوقت نفسه قد تكون الصعوبات والأضرار الجسدية والعاطفية والروحية والاقتصادية والأخلاقية الناجمة عن الرعاية غير المجدية للمريض أو لأفراد الأسرة الكبيرة.
في حين أن الرعاية غير المجدية لا تفيد المرضى، إلا أنها قد تكلف مقدمي الرعاية والدولة وأسر المرضى أموالاً وموارد كبيرة. في بعض الحالات، تنطوي الرعاية غير المجدية على إنفاق الموارد التي يمكن أن يستخدمها مرضى آخرون لديهم احتمالية جيدة لتحقيق نتيجة إيجابية.

## موقف الكنيسة الكاثوليكية
تشير الرسالة العامة "Evangelium vitae" إلى عقيدة الكنيسة الكاثوليكية بشأن نهاية الحياة. إذ أنها تقبل التمييزات السابقة وترفض القتل الرحيم والرعاية العقيمة:
"يجب أن نميز عن القتل الرحيم قرار التخلي عما نسميه الرعاية العقيمة، أي بعض التدخلات الطبية التي لم تعد تناسب الوضع الحقيقي للمريض، لأنها أصبحت الآن غير متناسبة مع النتائج التي يمكن للمرء أن يأمل فيها، أو لأنها مرهقة للغاية بالنسبة له ولعائلته. في هذه الحالات، عندما يبدو الموت وشيكًا ولا مفر منه، يمكن للمرء بضميره التخلي عن العلاجات التي من شأنها أن توفر فقط راحة غير مستقرة ومؤلمة من الحياة، دون انقطاع الرعاية الواجبة للمريض."

## وصلات
- Medical Futility Blog
- Thaddeus Mason Pope, Legal Briefing: Medically Futile and Non-Beneficial Treatment, 22(3) Journal of Clinical Ethics 274-296 (2011).
- Thaddeus Mason Pope, Medical Futility Statutes: No Safe Harbor to Unilaterally Refuse Life-Sustaining Treatment, 75 Tennessee Law Review 1-81 (2007).
- Thaddeus Pope & Ellen Waldman, Mediation at the End-of-Life: Getting Beyond the Limits of the Talking Cure, 22 Ohio State Journal on Dispute Resolution 143-194 (2007).
- Thaddeus Mason Pope, Reassessing the Judicial Treatment of Medical Futility Cases, 9 Marquette Elder's Advisor 229-268 (2008).
- Thaddeus Mason Pope, Legal Briefing: Medical Futility and Assisted Suicide, 20(3) Journal of Clinical Ethics 274-286 (2009).
- Thaddeus Mason Pope, Surrogate Selection: An Increasingly Viable, But Limited, Solution to Intractable Futility Disputes, 3 St. Louis University Journal of Health Law and Policy 183-252 (2010).

## المصدر
- دليل تدريب مقدمي الخدمات الصحية للمسنين - مكتب شرق المتوسط لمنظمة الصحة العالمية - 2011